# Каватэ, Митоё
Митоё Каватэ (яп. 川手 ミトヨ) (15 мая 1889 года, Хиросима — 13 ноября 2003 года, Хиросима) — японская долгожительница, с 28 сентября 2003 года до собственной смерти — обладательница титула «Старейший житель Земли». Входила в 100 старейших когда-либо живших верифицированных долгожителей.
Имела четверых детей и работала на ферме вплоть до 100 лет. Умерла в Хиросиме в возрасте 114 лет и 182 дня. После её смерти титул перешёл к Рамоне Тринидад Иглесиас Хордан из Пуэрто-Рико.